# Dassow
Dassow  är en mindre stad i nordtyska förbundslandet Mecklenburg-Vorpommern.
Staden ingår i kommunalförbundet Amt Schönberger Land tillsammans med kommunerna Grieben, Lüdersdorf, Menzendorf, Roduchelstorf, Schönberg, Selmsdorf och Siemz-Niendorf.

## Geografi
Dassow är beläget mellan städerna Grevesmühlen och Lübeck i distriktet Nordwestmecklenburg.

## Historia

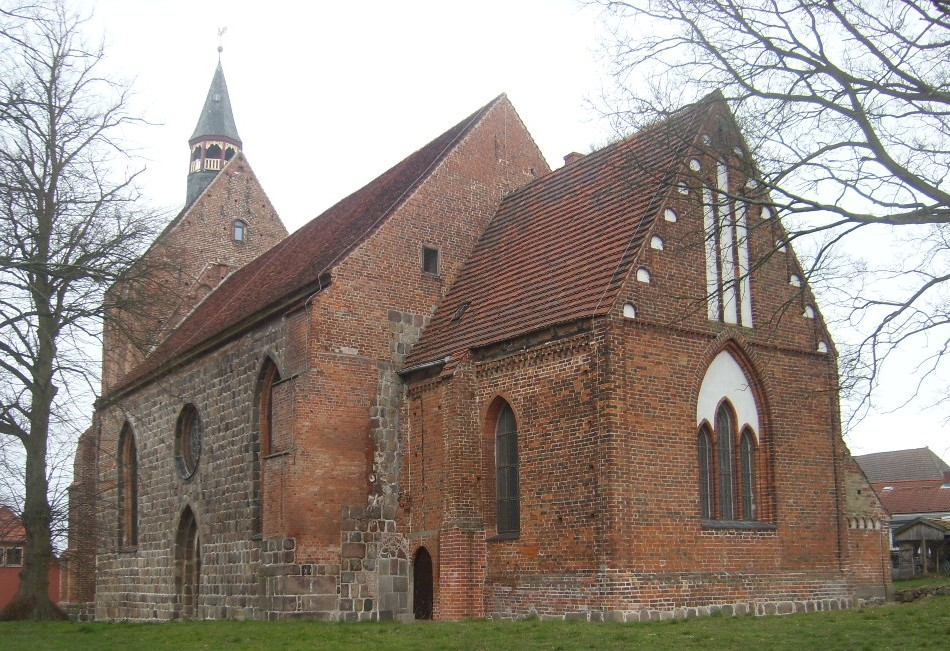
Kyrkan i Dassow från 1200-talet

Terra Dartsowe omnämns för första gången 1188. Ursprungligen hade orten slavisk befolkning, men fick tysk befolkning i mitten av 1100-talet. Sedan 1200-talet tillhörde orten herrskapet Mecklenburg.
Under 1800-talet anlades chaussén mot Grevesmühlen (1847) och 1905 byggdes en järnväg till Schönberg. 
1938 fick Dassow sina stadsrättigheter.

### Östtyska tiden och tyska återföreningen

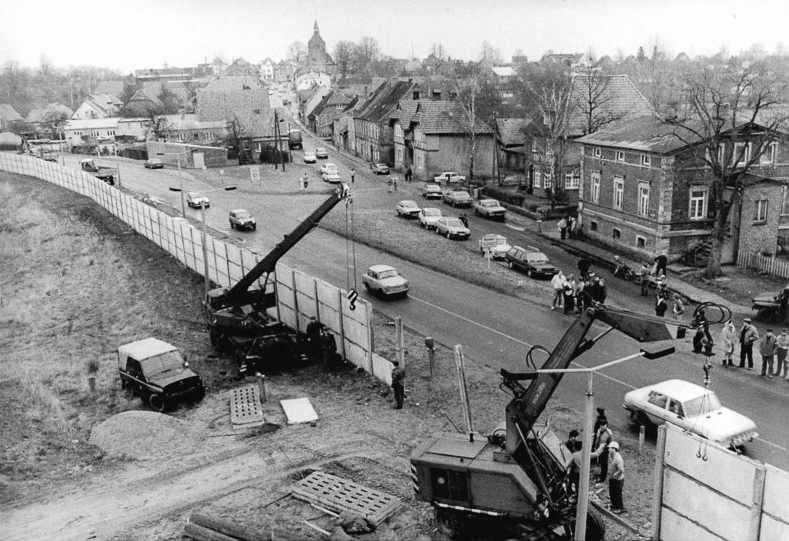
Demontering av gränsanläggningar i Dassow (1990)

Under DDR-tiden låg Dassow direkt vid den inomtyska gränsen och tillhörde distriktet Grevesmühlen inom länet Rostock (1952–1990).
Efter den tyska återföreningen demonterades gränsanläggningarna i staden och stadskärnan sanerades.
2004 inkorporerades kommunerna Harkensee och Pötenitz i staden Dassow.

### Befolkningsutveckling
Befolkningsutveckling  i Dassow
Källa:,

## Sevärdheter

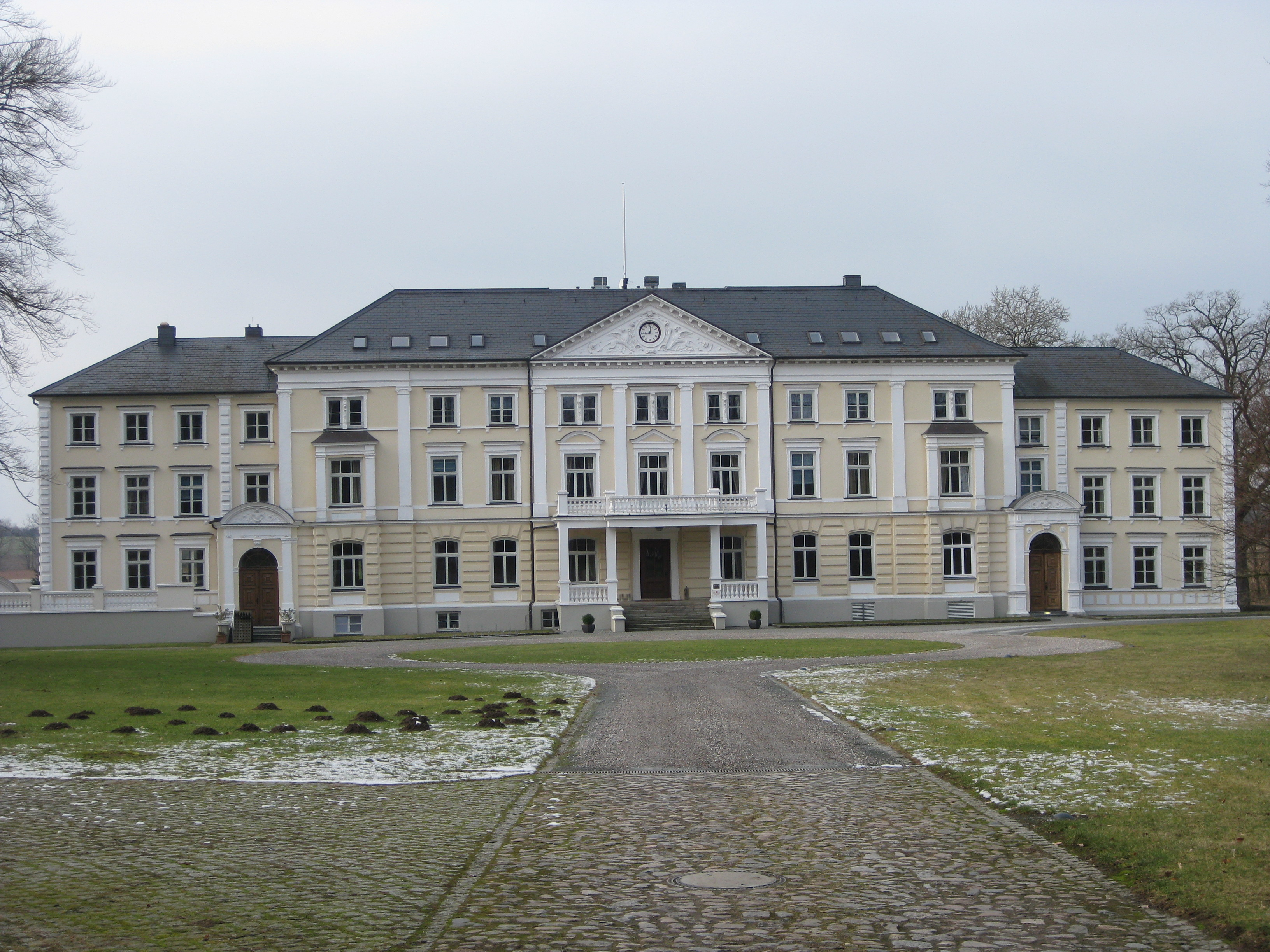
Herrgården i ortsdelen Lütgenhof

- Nikolaikyrkan, gotisk kyrka från 1200-talet
- Herrgård i ortsdelen Lütgenhof, från 1800-talet
- Herrgård i ortsdelen Johannstorf, från 1700-talet

## Kommunikationer
Genom Dassow går förbundsvägen (tyska:Bundesstraße) B 105 och 12 kilometer söder om staden går motorvägen (tyska: Autobahn) A 20.